# Liste der Bodendenkmale in Boxberg/O.L.
In der Liste der Bodendenkmale in Boxberg/O.L. sind die Bodendenkmale der Gemeinde Boxberg/O.L. und ihrer Ortsteile nach dem Stand der Auflistung von Harald Quietzsch und Heinz Jacob aus dem Jahr 1982 aufgelistet. Eventuelle Änderungen und Ergänzungen, insbesondere aus der Zeit nach der Wende, sind nicht berücksichtigt, da für Sachsen aktuell keine neueren allgemein zugänglichen Bodendenkmallisten vorliegen. Die Baudenkmale sind in der Liste der Kulturdenkmale in Boxberg/O.L. aufgeführt.
| Denkmal-ID | Fundart          | Ortsteil      | Bezeichnung | Zeitstellung    | Lage | Bemerkungen               | Bild |
| ---------- | ---------------- | ------------- | ----------- | --------------- | --- | ------------------------- | ---- |
| ?          | besonderer Stein | Klein-Radisch | Steinkreuz  | Spätmittelalter | westnordwestlich des Orts, zwischen Hoyerswerdaer Straße und dem aus Klein-Radisch kommenden einmündenden Weg | Schutz seit 27. Juli 1970 |      |